# Cornelia Pillat
Cornelia "Nelli" Pillat (n. 22 martie 1921, București – d. 18 aprilie 2005, București) a fost istoric de artă, cu aplecare spre arta medievală, memorialistă, editoare. 

## Biografie
Fiica social-democratului Gheorghe Ene-Filipescu, mort în închisoare (1952) și a Ecaterinei, a studiat istoria artei la Facultatea de Litere și Filosofie din cadrul Universității din București, 1940-1946 unde i-a avut profesori pe Alexandru Busuioceanu, Basil Munteanu, Mihai Ralea și Tudor Vianu. Căsătorită din  1944 cu scriitorul Constantin  „Dinu” Pillat (1921–1975), fiul poetului Ion Pillat (1891–1945) și a Mariei Pillat-Brateș (1892-1975). Este mama poetei Monica Pillat (n. 1947).
Din cauza acuzării și arestării tatălui său, ca membru în conducerea partidului lui Constantin Titel Petrescu,  o perioadă nu i se permite să se angajeze. Activează apoi ca documentaristă la Institutul de Istoria Artei (1955–1958). Soțul său fiind arestat în cadrul procesului cunoscut ca „Noica-Pillat”, va fi bibliograf și muzeograf la Biblioteca Academiei Române (1958–1965) pe timpul directoratului lui Tudor Vianu.  După reîntoarcerea în vara anului 1964 din închisoare a soțului ei, a fost reprimită la Institutul de Istoria Artei ca cercetător științific și apoi documentaristă la Direcția Monumentelor Istorice. 
Editează opera lui Ion Pillat, 7 vol. în prima ediție (1983–1998), 5 vol. în cea de-a doua (2000–2003). După moartea soțului ei (1975) Cornelia Pillat s-a dedicat publicării și reeditării scrierilor lui Dinu Pillat, precum și apariției celor trei ediții ale operei poetului Ion Pillat (între 1983 și 2004). 

## Lucrări:
Gogol în literatura română. 1860–1960, București, Editura Academiei, 1961.
Biserica Crețulescu, București, Editura Meridiane,  (1969), versiune în limba engleză Cretulescu Church, versiune în limba franceză  L’Eglise Cretulesco, toate în același an și la aceiași editură. 
Pictura murală în epoca lui Matei Basarab, București, Editura  Meridiane, 1980
Variațiuni pe teme date în arta medievală românească, București, Editura Vremea, 2003. 

## Volume memorialistice
Eterna întoarcere (1996), București, DU Style, 1996, reeditare cu adăugiri în 2002 cu titlul Ofrande, București, Universalia.

## Lucrări în periodice
O pictură tîrzie brîncovenească la biserica din Stoenești-Drugănești, Studii și cercetări de istoria artei. Seria artă plastică nr. 17, an 1970, pp. 93-112
Signification de l'ensemble de peinture du monastère d'Arnota, Revue des études sud-est européennes nr. 17 an 1979, pp. 559-585
Quelques notes sur le thème de la Déisis et son emplacement dans la peinture murale roumaine du Moyen Âge , Revue des études sud-est européennes nr. 19, an 1981, pp. 517-529
Quelques aspects du thème de l’Apocalypse dans la peinture de la Valahie du XVIII siècle, Revue roumaine d'histoire de l'art. Série  beaux-arts  nr. 10, an 1973, pp. 165-204
Quatre églises du département d'Ilfov, significatives pour l'art du moyen âge de la Valachie, Revue roumaine d'histoire de l'art,  nr. 6, an 1969, pp. 81-121
Tradiție și inovație in iconografia picturii Tării Românești din epoca lui Matei Basarab, Studii și cercetări de istoria artei. Seria artă plastică, nr.  20, an 1973, pp. 273-295
Biserici de plan dreptunghiular în Țara Românească în secolulul al XVI-lea, Studii și cercetări de istoria artei. Seria artă plastică nr. 18, an 1971, pp. 223-234

## Premii
Premiul Uniunii Scriitorilor pentru îngrijirea edițiilor soțului ei (1998)
Premiul Fundației „Cella Delavrancea” (1996). 
Premiul Asociației UNESCO „Iulia Hașdeu“ pentru Variațiuni pe teme date în arta medievală românească. 